# Zruč nad Sázavou (stacja kolejowa)
Zruč nad Sázavou – stacja kolejowa w miejscowości Zruč nad Sázavou, w kraju środkowoczeskim, w Czechach. Znajduje się na wysokości 335 m n.p.m.
Jest zarządzana przez Správę železnic. Na stacji istnieje możliwość zakupu biletów i rezerwacji miejsc.

## Linie kolejowe
- 212 Čerčany - Světlá nad Sázavou
- 235 Kutná Hora - Zruč nad Sázavou